# Bandelia
Bandelia es un género de lepidópteros de la familia Erebidae.

## Especies
- Bandelia angulata (Barnes & Lindsey, 1922)
- Bandelia dimera (Dyar, 1912)